# Northrop Grumman Corporation
Northrop Grumman Corporation, «Нортроп Грумман» — американская военно-промышленная компания, работающая в области электроники и информационных технологий и авиакосмической отрасли.
Образована в 1994 году в результате слияния компаний Northrop Corporation и Grumman Corporation. В числе крупнейших компаний США по размеру выручки в 2022 году (список Fortune 500) Northrop Grumman заняла 101-е место. В списке крупнейших публичных компаний мира Forbes Global 2000 за 2022 год Northrop Grumman заняла 236-е место. По объёму продаж продукции военного назначения (на которую приходится 88 % выручки) компания в 2021 году занимала 4-е место в мире.

## История
Предшественниками корпорации являются две авиастроительные компании. Grumman Aircraft Engineering Corporation была основана в 1929 году. Через 10 лет появилась Northrop Aircraft Company. После окончания «Холодной войны» был существенно сокращён оборонный бюджет США, и, как следствие, началась консолидация компаний военно-промышленного комплекса страны. В 1994 году Northrop приобрела Grumman за 2,17 млрд долларов, образовав Northrop Grumman Corporation. Уже через три года было достигнуто соглашение о слиянии с другой корпорацией, Lockheed Martin, однако эта сделка была заблокирована Правительством США. Корпорация начала расширять подразделение оборонной электроники, были куплены компания Logicon и активы в этой области нескольких других компаний, в частности Westinghouse. В 2000 году была продана авиастроительная компания Vought Aircraft и куплена Litton Industries (этот производитель военной электроники и кораблей обошёлся 5,59 млрд долларов). В следующем году за 2,6 млрд долларов была куплена компания Newport News Shipbuilding, занимающаяся производством авианосцев и подводных лодок; эта покупка сделала Northrop Grumman крупнейшим в мире производителем военных судов. К 2002 году выручка корпорации достигла 18 млрд долларов, по сравнению с 9 млрд в 1994 году.
В 2002 году была куплена TRW Inc. В 2011 году судостроительное подразделение было выделено в самостоятельную компанию Huntington Ingalls Industries. В 2018 году была куплена компания Orbital ATK, Inc., производитель спутников и ракет-носителей. Northrop Grumman была основным подрядчиком при производстве телескопа «Джеймс Уэбб».
В мае 2019 года Northrop Grumman Innovation Systems вошла в список компаний, отобранных НАСА для разработки и производства прототипов космических аппаратов для высадки на Луну в рамках новой американской лунной программы «Артемида».
В 2021 году подразделение информационных технологий было продано Veritas Capital.

## Собственники и руководство
Акции Northrop Grumman Corporation котируются на Нью-Йоркской фондовой бирже, около 85 % акций принадлежит институциональным инвесторам. Крупнейшими из них по состоянию на декабрь 2022 года были: Capital Group Companies (9,8 %), State Street Corporation (9,3 %), The Vanguard Group (7,9 %), BlackRock (5,9 %), Wellington Management Group (4,4 %), Fidelity Investments (4,3 %), Massachusetts Financial Services (3,4 %).
Кэти Уорден (Kathy J. Warden, род. в 1971 году) — председатель совета директоров, президент и главный исполнительный директор с 2019 года, в корпорации с 2008 года.

## Деятельность
На правительство США в 2021 году приходилось 85 % выручки корпорации, на продажи в страны Европы — 6 %, в страны Азиатско-Тихоокеанского региона — 5 %. Основные производственные мощности находятся в США, также имеются предприятия в Австралии, Великобритании, Германии, Италии и Франции.
Подразделения по состоянию на 2021 год:
- Аэронавтика (Aeronautics Systems) — производство систем управления для различных военных летательных аппаратов (пилотируемых и беспилотных); выручка 11,3 млрд долларов.
- Оборонные системы (Defense Systems) — производство различных типов ракет и противоракетных систем, а также подготовка военнослужащих и обслуживание военной техники; выручка 5,8 млрд долларов.
- Разведывательные системы (Mission Systems) — аппаратные и программные средства сбора информации, системы связи, навигации, наблюдения, компьютерная техника, радары, системы оповещения; выручка 10,1 млрд долларов.
- Космические системы (Space Systems) — производство спутников, ракет-носителей, систем противоракетной обороны, баллистических ракет; выручка 10,6 млрд долларов.

|                | 2009  | 2010  | 2011  | 2012  | 2013  | 2014   | 2015  | 2016  | 2017  | 2018  | 2019  | 2020  | 2021  |
| -------------- | ----- | ----- | ----- | ----- | ----- | ------ | ----- | ----- | ----- | ----- | ----- | ----- | ----- |
| Оборот         | 27,65 | 28,14 | 26,41 | 25,22 | 24,66 | 23,98  | 23,53 | 24,71 | 26,00 | 30,10 | 33,84 | 36,80 | 35,67 |
| Чистая прибыль | 1,434 | 1,904 | 2,086 | 1,978 | 1,952 | -0,233 | 2,119 | 2,043 | 2,869 | 3,229 | 2,248 | 3,189 | 7,005 |
| Активы         | 30,30 | 31,41 | 25,41 | 26,54 | 26,38 | 26,55  | 24,42 | 25,82 | 35,13 | 37,65 | 41,09 | 44,47 | 42,58 |

## Корабли
| Авианосцы: - USS Ranger (CV-4) - USS Yorktown (CV-5) - USS Enterprise (CV-6) - USS Hornet (CV-8) - USS Essex (CV-9) - USS Yorktown (CV-10) - USS Intrepid (CV-11) - USS Hornet (CV-12) - USS Franklin (CV-13) - USS Ticonderoga (CV-14) - USS Randolph (CV-15) - USS Boxer (CV-21) - USS Midway (CV-41) - USS Leyte (CV-32) - USS Coral Sea (CV-43) - USS Forrestal (CV-59) - USS Ranger (CV-61) - USS Enterprise (CVN-65) - USS America (CV-66) - USS John. F. Kennedy (CV-67) - USS Nimitz (CVN-68) - USS Dwight D. Eisenhower (CVN-69) - USS Carl Vinson (CVN-70) - USS Theodore Roosevelt (CVN-71) - USS Abraham Lincoln (CVN-72) - USS George Washington (CVN-73) - USS John C. Stennis (CVN-74) - USS Harry S. Truman (CVN-75) - USS Ronald Reagan (CVN-76) - USS George H. W. Bush (CVN-77) - USS Makin Island (LHD 8) | Линейные корабли: - USS Kearsarge (BB-5) - USS Kentucky (BB-6) - USS Illinois (BB-7) - USS Missouri (BB-11) - USS Virginia (BB-13) - USS Louisiana (BB-19) - USS Minnesota (BB-22) - USS Delaware (BB-28) - USS Texas (BB-35) - USS Pennsylvania (BB-38) - USS Mississippi (BB-41) - USS Maryland (BB-46) - USS West Virginia (BB-48) - USS Indiana (BB-58) |

- Авианосец USS Yorktown (CV-5)
- Авианосец USS Enterprise (CVN-65) стал первым в мире авианосцем с атомной силовой установкой
- Линейный корабль USS Kearsarge (BB-5)

## Самолёты
- Northrop A-17
- Grumman F-14 Tomcat
- Northrop YB-49
- Northrop XP-56
- Northrop B-2 Spirit
- RQ-4 Global Hawk (БПЛА)

## Дирижабли
- Airlander 10

## Космические корабли
- Cygnus